# Mormia ichnusae
Mormia ichnusae är en tvåvingeart som beskrevs av Salamanna 1982. Mormia ichnusae ingår i släktet Mormia och familjen fjärilsmyggor. Inga underarter finns listade i Catalogue of Life.